# نورمان بلاك
نورمان بلاك (بالإنجليزية: Norman Black)‏ مواليد 12 نوفمبر 1957 في بالتيمور، هو مدرب كرة سلة أمريكي ولاعب سابق. بدأ مسيرته الاحترافية في سنة 1979. يدرب في الرابطة الفلبينية لكرة السلة. يبلغ طوله 6 قدم 5 بوصة (2.0 م). حقق المركز الثاني في بطولة أمم آسيا لكرة السلة 2013. اعتزل اللعب في 1997.

## سجل المنافسة
شارك في المنافسات التالية:
- دورة الألعاب الآسيوية 1994

## الميداليات
| الميدالية | المسابقة                       |
| --------- | ------------------------------ |
| فضية      | بطولة أمم آسيا لكرة السلة 2013 |

## روابط خارجية
- نورمان بلاك على موقع إن بي أي (الإنجليزية)
- نورمان بلاك على موقع سبورتس رفرنس (الإنجليزية)
- نورمان بلاك على موقع كرة السلة الأوروبية.كوم (الإنجليزية)
- نورمان بلاك على موقع كلية كرة السلة في سبورتس رفرنس.كوم (الإنجليزية)
- نورمان بلاك على موقع ريلجم (الإنجليزية)
- نورمان بلاك على موقع بروبوليرز (الإنجليزية)